# David Daniel Vázquez Álvarez
David Daniel Vázquez Álvarez (Arcos, Vilamartín de Valdeorras, 6 de agosto de 1953) es un pedagogo y escritor gallego.

## Trayectoria
Maestro jubilado de Educación Primaria. En 1985 obtuvo el Primer Premio en el II Certamen de Poesía A Ouriceira, Val do Incio (Lugo), con un poemario titulado Ribeirán do Sil. En 2008 obtuvo el Primer Premio del VII Certamen de Relato Corto "José Saramago", convocado por la Asociación de Bibliotecarios de Santiago de Compostela, con su obra Laio na serra.
Ganó además el Premio de Narrativa Orestes Rodríguez y el Premio Frei Martín Sarmiento. En 2016 ganó el Premio Xosé Neira Vilas de Novela Corta con la obra Diario de Brian, o chinés .

## Obras
- O ruliño branco, 2005.
- Orballo da mañá, 2006.
- Na solaina, 2008.
- Améndoas e flores silvestres, 2008.
- Ninguén nace antetempo, 2010.
- Destello ámbar, 2010.
- Cafetería Alameda, 2013.
- O aprendiz de druida, 2014.
- Sempre en agosto, 2015.